# Agromyza trebinjensis
Agromyza trebinjensis är en tvåvingeart som beskrevs av Gabriel Strobl 1900. Agromyza trebinjensis ingår i släktet Agromyza och familjen minerarflugor. Inga underarter finns listade i Catalogue of Life.